# Phú Hưng, thành phố Bến Tre
Phú Hưng là một xã thuộc thành phố Bến Tre, tỉnh Bến Tre, Việt Nam.

## Địa lý
Xã Phú Hưng nằm ở phía đông thành phố Bến Tre, có vị trí địa lý:
- Phía đông giáp huyện Giồng Trôm
- Phía tây giáp Phường 8 và phường Phú Khương
- Phía nam giáp các xã Nhơn Thạnh và Mỹ Thạnh An với ranh giới là sông Bến Tre
- Phía bắc giáp huyện Châu Thành.

Xã Phú Hưng có diện tích 10,12 km², dân số năm 2009 là 10.870 người, mật độ dân số đạt 1.074 người/km².

## Lịch sử
Trước đây, xã Phú Hưng thuộc huyện Châu Thành.
Ngày 15 tháng 3 năm 1984, Hội đồng Bộ trưởng ban hành Quyết định 46-HĐBT. Theo đó, sáp nhập xã Phú Hưng vào thị xã Bến Tre.
Ngày 9 tháng 2 năm 2009, Chính phủ ban hành Nghị định số 08/NĐ-CP. Theo đó:
- Điều chỉnh 64,6 ha diện tích tự nhiên và 1.825 người của xã Phú Hưng về phường Phú Tân mới thành lập.
- Điều chỉnh 81,69 ha diện tích tự nhiên và 1.289 người của xã Phú Hưng về phường Phú Khương quản lý.

Sau khi điều chỉnh, xã Phú Hưng còn lại 1.012,33 ha diện tích tự nhiên và 10.870 người.

## Di tích
Đình Phú Tự tại đây được công nhận là Di tích lịch sử - văn hóa cấp tỉnh. Đặc biệt đã bảo tồn được cây mai quý với tuổi đời ước tính trên 300 tuổi được công nhận là cây di sản ở Việt Nam vào ngày 13 tháng 2 năm 2014.